# سيسيليا كونراد
سيسيليا كونراد (بالإنجليزية: Cecilia Conrad)‏ هي اقتصادية أمريكية، ولدت في 4 يناير 1955 في سانت لويس في الولايات المتحدة.